# Blink of an Eye (Enchant)
Blink of an Eye è il sesto album in studio del gruppo musicale statunitense Enchant, pubblicato il 23 giugno 2002 dalla Inside Out Music.
Si tratta della prima pubblicazione del gruppo registrata senza il batterista Paul Craddick ed il tastierista Michael "Benignus" Geimer.

## Tracce
1. Under Fire – 5:55
2. Monday – 7:08
3. Seeds of Hate – 6:14
4. Flatline – 5:23
5. Follow the Sun – 6:05
6. Ultimate Gift – 7:57
7. My Everafter – 5:39
8. Invisible – 5:40
9. Despicalbe – 4:13
10. Prognosis (Bonus Track) – 7:30

## Formazione
- Ted Leonard – voce
- Douglas A Ott – chitarra, tastiera
- Ed Platt – basso
- Sean Flanegan – batteria